# Фалерия
Фалѐрия (на италиански: Faleria) е село и община в Централна Италия, провинция Витербо, регион Лацио. Разположено е на 202 m надморска височина. Населението на общината е 2303 души (към 2010 г.).